# 利洛
利洛（荷蘭語：Lillo，荷蘭語發音：[ˈlɪloː]）是比利时弗拉芒大區安特衛普省的一个村庄。利洛原为一独立市镇，1958年，利洛与市镇贝伦德雷赫特和赞德弗利特合并为安特卫普市的区份贝伦德雷赫特-赞德弗利特-利洛。